# Tanlallé (Diabo)
Pour les articles homonymes, voir Tanlallé.
Tanlallé est une commune rurale située dans le département de Diabo de la province du Gourma dans la région de l'Est au Burkina Faso.

## Géographie
Tanlallé est situé à 10 km au Sud-Ouest de Diabo, le chef-lieu du département.

## Santé et éducation
Le centre de soins le plus proche de Tanlallé est le centre de santé et de promotion sociale (CSPS) de Diabo.